# Ronald Waterreus
Ronald Katarina Martinus Waterreus (* 25. srpna 1970, Lemiers, Nizozemsko) je bývalý nizozemský fotbalový brankář a reprezentant. Mimo Nizozemska působil v Anglii, Skotsku a USA.
Za sezónu 2000/01 získal ocenění Fotbalový brankář roku Nizozemska.

## Klubová kariéra
V profesionální kopané debutoval v týmu Roda JC Kerkrade. Nejúspěšnější období zažil v klubu PSV Eindhoven (1994–2004), kde nasbíral řadu trofejí. Následovala krátká nevydařená anabáze v anglickém Manchesteru City. Prvenstvích se dočkal poté až ve skotském Rangers FC. Po tomto angažmá se vrátil do Nizozemska do AZ Alkmaar. Kariéru ukončil v USA v týmu New York Red Bulls.

## Reprezentační kariéra
V A-mužstvu nizozemské fotbalové reprezentace debutoval 15. 8. 2001 v přátelském zápase v Londýně proti domácímu týmu Anglie (výhra 2:0).
Zúčastnil se EURA 2004 v Portugalsku, kde byl náhradníkem a neodchytal ani jeden zápas.
Celkem odehrál v letech 2001–2004 v nizozemském národním týmu 7 zápasů.
Zápasy Ronalda Waterreuse v A-mužstvu Nizozemska
| Rok    | Zápasy | Góly |
| ------ | ------ | ---- |
| 2001   | 1      | 0    |
| 2002   | 2      | 0    |
| 2003   | 3      | 0    |
| 2004   | 1      | 0    |
| Celkem | 7      | 0    |

## Úspěchy

### Klubové
PSV Eindhoven
- 4× vítěz Eredivisie (1996/97, 1999/00, 2000/01, 2002/03)
- 1× vítěz nizozemského poháru (1995/96)
- 6× vítěz nizozemského Superpoháru (1996, 1997, 1998, 2000, 2001, 2003)

Rangers FC
- 1× vítěz Scottish Premier League (2004/05)
- 1× vítěz Scottish League Cupu (2004/05)

### Reprezentační
- 1× na ME (2004 - bronz)

### Individuální
- 1× Fotbalový brankář roku Nizozemska (2001)[1]